# Jordi Baiget
Jordi Baiget i Cantons, né le 30 décembre 1963 à Balaguer en Catalogne, est un homme politique espagnol.
Après une carrière de conseiller économique auprès du parti nationaliste de centre-droit Convergence démocratique de Catalogne (CDC) commencée en 1990, il est secrétaire du groupe parlementaire de Convergence et Union (CiU) aux Cortes Generales d'Espagne entre 2001 et 2003, puis coordinateur technique de CiU au Parlement de Catalogne et aux Cortes Generales d'Espagne entre 2003 et 2011. Lorsque CiU revient au pouvoir en Catalogne, il devient l'un des plus proches collaborateurs du président Artur Mas, d'abord en tant que directeur général de la coordination interministérielle sous son premier gouvernement de 2011 à 2012, puis en tant que secrétaire du gouvernement sous son deuxième gouvernement de 2012 à 2016. En 2016, il est nommé conseiller à l'Entreprise et à la Connaissance dans le gouvernement de Carles Puigdemont. Il est destitué en juillet 2017 pour avoir mis en doute la tenue du référendum sur l'indépendance du 1er octobre.

## Biographie

### Jeunesse
Jordi Baiget i Cantons est né le 30 décembre 1963 à Balaguer, dans la comarque de la Noguera, en Catalogne. Son père travaille pour la compagnie électrique Forces Elèctriques de Catalunya (ca) (FECSA). Sa famille s'installe à Terrassa, dans le Vallès Occidental, lorsqu'il est âgé de dix ans.
Il est titulaire d'une licence d'économie de l'université autonome de Barcelone (UAB) et d'un troisième cycle en analyse économique. Il exerce brièvement comme professeur assistant à la faculté de sciences économiques de l'UAB.
Pendant ses études, il adhère en 1985 au syndicat d'étudiants catalaniste Federació Nacional d'Estudiants de Catalunya (ca) (FNEC). De 1986 à 1987, il fait partie de la coordination nationale de la FNEC comme secrétaire aux finances. Entre 1985 et 1996, il milite à la Joventut Nacionalista de Catalunya (JNC), l'organisation de jeunesse de Convergence démocratique de Catalogne (CDC). Il adhère à Convergència en 1996.

### Conseiller économique de Convergència
Jordi Baiget poursuit une carrière de conseiller économique auprès de Convergència. En 1990, il rejoint le service des études, comme conseiller du groupe parlementaire de Convergence et Union (CiU) sur les questions économiques, sectorielles et sociales.
Entre janvier 2001 et novembre 2003, il est secrétaire du groupe parlementaire de CiU aux Cortes Generales d'Espagne.
Entre novembre 2003 et janvier 2011, il est coordinateur technique des groupes parlementaires de CiU au Parlement de Catalogne et aux Cortes Generales d'Espagne. Pendant ces années où CiU est dans l'opposition, il dirige le cabinet des études de Convergència, pour suivre l'action du gouvernement tripartite.
Au 15e congrès de Convergència en 2008, il est désigné membre du comité exécutif national.

### Proche collaborateur d'Artur Mas au gouvernement
Lorsque Convergence et Union (CiU) revient au pouvoir à la suite des élections au Parlement de Catalogne du 28 novembre 2010, Jordi Baiget est nommé directeur général de la coordination interministérielle dans le nouveau gouvernement d'Artur Mas en janvier 2011.
En décembre 2012, il est nommé secrétaire du gouvernement auprès du deuxième gouvernement d'Artur Mas. Il succède à Germà Gordó (ca), qui est nommé conseiller à la justice. Il fait partie de l'entourage proche du président Artur Mas. En 2012, il est chargé de rédiger le programme électoral de CiU pour les élections du 25 novembre 2012. À l'automne 2015, il participe dans un rôle secondaire aux négociations pour la formation d'un gouvernement avec la Candidature d'unité populaire (CUP).
Il exerce également plusieurs autres fonctions, qui en font l'une des personnes du secteur public qui perçoivent le plus d'indemnités de présence. Il est membre du bureau de l'Institut Català de Finances (ca) (ICF), membre du conseil d'administration de l'Infraestructures de la Generalitat de Catalunya (ca), troisième vice-président du Centre de Telecomunicacions i Tecnologies de la Informació de la Generalitat (CTTI), et président de l'Entitat Autònoma del Diari Oficial i de Publicacions de la Generalitat. Il siège au conseil d'administration de Tabasa (ca) jusqu'en août 2014, et à celui du Circuit de Catalunya à partir de janvier 2014. Par ailleurs, il est administrateur de la fondation privée de l'hôpital de la Santa Creu i Sant Pau à partir de février 2011.
Il est remplacé en janvier 2016 par Joan Vidal de Ciurana (ca) dans le nouveau gouvernement de Carles Puigdemont. Celui-ci était également une personne de confiance du président Artur Mas, dont il a été le chef de cabinet.

### Conseiller à l'entreprise et à la connaissance
En janvier 2016, Jordi Baiget est nommé conseiller à l'entreprise et à la connaissance dans le gouvernement de Carles Puigdemont. Il succède au conseiller à l'entreprise Felip Puig (ca), mais contrairement à celui-ci, son département ministériel n'inclut pas le domaine de l'emploi, qui est confié à la conseillère au bien-être social, au travail et aux familles, Dolors Bassa. En revanche, le nouveau périmètre inclut le domaine de la connaissance, qui était avant rattachée au département de l'économie. Pour ce secteur, qui recouvre notamment les questions universitaires, il succède au conseiller à l'économie et à la connaissance Andreu Mas-Colell, et exprime sa volonté de privilégier la continuité avec les projets de son prédécesseur.
En février 2016, il présente son programme ministériel au Parlement de Catalogne, qui comprend : l'adoption de trois lois, sur le commerce, sur les chambres de commerce, et sur les inspections techniques de véhicules ; la réforme de l'entreprise publique Avançsa, qui doit être dotée de 50 millions d'euros d'aides aux entreprises et 25 millions d'euros pour la modernisation de l'industrie ; la lutte contre la vente à la sauvette, en lien avec les municipalités ; la création d'une Agència d’Energia de Catalunya ; la mise en place d'un Observatoire du tourisme ; et la poursuite des politiques de lutte contre la précarité énergétique.
Le projet de loi sur le commerce est adopté en janvier 2017 par le conseil exécutif. Il est proposé dans un contexte de tension avec l'État espagnol, dont le gouvernement entend forcer les communautés autonomes à libéraliser les horaires commerciaux sous contrainte financière, et dont le Tribunal constitutionnel a partiellement annulé la loi catalane sur les horaires commerciaux de 2012. Le projet prévoit notamment d'augmenter la durée maximale d'ouverture des commerces de 72 à 75 heures hebdomadaires, de libéraliser les périodes de soldes, de restreindre la qualification de municipalité touristique, de réglementer les espaces de dégustation dans les commerces d'alimentation, et d'interdire la vente non sollicitée à domicile ou par téléphone,.
Le projet de loi sur les chambres de commerce, annoncé en octobre 2016, vise à simplifier l'organisation consulaire en rendant le processus électoral plus transparent, en créant une chambre de Catalogne pour coordonner les treize chambres territoriales, et en facilitant leur regroupement. Il est d'abord très critiqué par les acteurs concernés, ce qui conduit le ministère à le modifier substantiellement dans les mois qui suivent. L'élaboration du texte se prolonge jusqu'à l'été 2017, ce qui rend un vote improbable avant la fin du mandat. Pour pallier ce délai, le gouvernement prend un décret-loi en juin 2017 qui permet la tenue des élections des organes dirigeants des chambres de commerce, qui avait été ajournée depuis 2014 dans l'attente de la nouvelle législation.
Jordi Baiget est un conseiller discret dans ses apparitions publiques, dont l'action s'inscrit dans la continuité de celle de son prédécesseur, Felip Puig. Sa réalisation principale est la conduite du Pacte national pour l'industrie (PNI), une large concertation entre l'administration, les syndicats et les organisations patronales sur la politique industrielle, dont la présentation publique a lieu peu après son départ. Parmi les autres projets mis en œuvre sous sa responsabilité, figurent notamment la stratégie gouvernementale globale pour réguler l'économie collaborative, l'élaboration d'un pacte national pour la transition énergétique, qui vise à porter à 100 % la part des énergies renouvelables dans la production électrique en 2050 et à favoriser la production décentralisée d'électricité, et la création de six nouveaux bureaux de représentation pour le commerce et les investissements à l'étranger.
Le 3 juillet 2017, il met en doute la tenue du référendum sur l'indépendance de la Catalogne prévu le 1er octobre, dans une interview au quotidien El Punt Avui, auquel il déclare que « nous ne pourrons probablement pas faire le référendum », évoquant le pouvoir de l'État espagnol pour l'empêcher, et l'hypothèse de le remplacer par une consultation informelle similaire à celle du 9 novembre 2014. Il est destitué le soir même par le président Carles Puigdemont, et remplacé par le conseiller à la culture, Santi Vila. Il s'agit de la première crise interne au gouvernement en un an et demi. Les déclarations polémiques de Jordi Baiget mettent au jour les tensions au sein du gouvernement, entre ministres de différentes tendances politiques, et surtout entre les ministères actifs dans la préparation du référendum et ceux auxquels s'impose la solidarité gouvernementale.